# Can Pastera
Can Pastera és una masia de Maçanet de la Selva (Selva) inclosa a l'Inventari del Patrimoni Arquitectònic de Catalunya.

## Descripció
Masia completament restaurada i remodelada, i imbuïda d'un aire d'avenç i modernitat. Consta de dues plantes; en la baixa hi ha un portal adovellat circular amb dovelles de petites dimensions, és a dir tot al contrari del que estàvem acostumats a veure, dues obertures rectangulars adossades, amb llinda monolítica i muntants de pedra i finalment dues obertures importants d'arc carpanell rebaixat. Al primer pis, hi ha dues finestres geminades projectades com a balconada amb dovelles, per sobre una minúscula obertura semblant a una espitllera i una finestra quadrangular, de llinda monolítica, conformant un arc pla, muntants de pedra, ampit treballat i amb una sèrie de símbols en la llinda. La masia es troba coberta amb una teulada a vessants a laterals.

## Història
Antigament aquest mas era anomenat el Mas Gelmar. L'any 1244, ja s'esmentà a la documentació de la família Ruscalleda que avui conserva el seu descendent, Antoni de Trinxeria. Aquesta propietat és la suma total de diversos masos que en el transcurs dels temps, uns derruïts i altres per compra, varen anar quedant agregats al que avui és Can Pastera. El 1282 n'eren propietaris Bernard Gelmar i Berenguer Gelmar. El 1400, apareix com a propietari Marc Gelmar, casat amb Sònia. El 1523 es fa referència en aquest mateix mas pare Marquès, pare de Sebastiana Marqués, vídua i senyora del Mas Marquès. En el 1543 n'era propietari Antoni Gelmar, que ho va deixar per herència a la seva filla Margarida Gelmar, que es va casar amb en Martí Joan Parera, escriptor de la vila de Maçanet. En l'any 1597 en va ésser propietari l'honorable Martí Joan Soliva, batlle de Maçanet, i aleshores el mas era anomenat Les Comes Marqueses, i en aquest mateix any en va ser propietari en Joan Marquès, fill de Josep Marquès. Més tard, el Mas Gelmar va passar a Baldiri Callicó i Gelmar per herència de Joan Villar, i després en va ser propietari en Mateu Llovet i Callicó dels masos referits i també del Mas Villar.
A l'any 1626, quan del Mas Gelmar n'era propietari en Salvi Callicó hi va agregar el dia 21 de maig d'aquest mateix any, el Mas Beltran, que el tenia empenyorat la seva mestressa, Margarida Parera per vint-i-cin unces barceloneses. El 1666 en tenia el domini útil en Baldiri Gelmar. En el 1613, s'hi havia agregat una altra finca, el Mas Marquès. Aquest va ser venut per 25 unes barceloneses per la família Marquès, i feia censos a l'Abat de Breda. Aquest mas quan es vengué ja estava en ruïnes, encara que el 1368 ja existia. En el 1667, l'esmentat Baldiri, fill de Sabarina Llovet, propietària dels masos Gelmar de Soliva i la casa Llovet de Vidreres, n'era l'amo. En el 1852 la propietat era d'Esteve Vilallonga, hisendat de Loret de Mar i propietari en aquell temps de grans masos de Maçanet. Després, més endavant, va ser adquirida per la família Madi, de Sils i per herència passà a Antoni de Trincheria Madi, casat amb Maria Boix, i a finals dels anys vuitanta el propietari era Antoni de Trincheria i Boix, que ho va heretar dels seus pares. Aquesta propietat està situada i envoltada per la urbanització “Maçanet Residencial Park”. La casa va estar tancada des del 1972, però les terres varen ser treballades pel que va ser l'últim masover Joan Soler Iglesias. El Mas Gelmar o Can Pastera havia estat domini directe del Monestir de Sant Salvador de Breda i també antigament feia censos a Soliva.